# Dolnośląskie Centrum Rehabilitacji i Ortopedii
Dolnośląskie Centrum Rehabilitacji i Ortopedii (DCRO) – szpital specjalistyczny w Kamiennej Górze, zajmujący się leczeniem schorzeń narządu ruchu. Obiekt wpisany do rejestru zabytków pod nr A/5633/886/J z 2.02.1987 i z 9.09.1997

## Historia
Pomysł wybudowania szpitala dla chorych na gruźlicę powstał w 1898 roku. Dzięki wsparciu Cecylii Molinarii niemieckiej arystokratki rozpoczęto budowę szpitala w 1901 roku. Najstarszy budynek został ukończony 1902 roku i nazwany Kaiserin Auguste-Victoria Volksheilstatte (Cesarzowa Augusta Wiktoria) na cześć żony cesarza Niemiec Wilhelma II (obecny pawilon I"A"), a najmłodszy to zbudowany w 1923 roku Kaiser Wilhelm Kinderheilstätte (obecnie Pawilon II "A" i "B"), który był przeznaczony na leczenie dzieci.
Na początku istnienia leczono tu chorych z gruźlicą płuc, a od 1952 roku po zmianie nazwy na Państwowe Sanatorium Gruźlicy kostno-stawowej im. dr Janusza Korczaka szpital specjalizował się w leczeniu gruźlicy kostno-stawowej.
Dopiero w 1977 roku przekształcono sanatorium w Wojewódzki Szpital Specjalistyczny Chorób Narządu Ruchu. W 2001 roku został on przemianowany na Dolnośląskie Centrum Rehabilitacji.
W szpitalu funkcjonują oddziały: chirurgii urazowo-ortopedycznej, anestezjologii, dwa rehabilitacyjne, rehabilitacji neurologicznej, reumatologiczny oraz opiekuńczo-leczniczy. Ich działalność wspomagają: blok operacyjny, komórki diagnostyki medycznej (pracownia diagnostyki laboratoryjnej, pracownia diagnostyki obrazkowej, pracownia USG). W ramach ambulatoryjnej opieki specjalistycznej działają też poradnie: chirurgii urazowo-ortopedycznej, preluksacyjna, leczenia bólu oraz reumatologiczna.